# Ukęśla
Ukęśla (Dillenia L.) – rodzaj roślin należący do rodziny ukęślowatych (Dilleniaceae Salisb.). Obejmuje co najmniej 58 gatunków występujących naturalnie w Azji Południowo-Wschodniej, Australii oraz na wyspach Oceanu Indyjskiego. Nazwa rodzajowa została nadana, by upamiętnić niemieckiego botanika Johanna Jacoba Dilleniusa (1684–1747), który uzyskał tytuł profesora na Uniwersytecie w Oksfordzie w 1734 roku. 

## Systematyka
Rodzaj ten należy do podrodziny Dillenioideae Burnett w obrębie rodziny ukęślowych.
Wykaz gatunków
| - Dillenia alata (R.Br. ex DC.) Banks ex Martelli - Dillenia albiflos (Ridl.) Hoogland - Dillenia andamanica C.E.Parkinson - Dillenia aurea Sm. - Dillenia auriculata Martelli - Dillenia beccariana Martelli - Dillenia biflora (A.Gray) Martelli ex Guill. - Dillenia blanchardii Pierre - Dillenia bolsteri Merr. - Dillenia borneensis Hoogland - Dillenia bracteata Wight - Dillenia castaneifolia (Miq.) Martelli - Dillenia celebica Hoogland - Dillenia crenatifolia Hoogland ex Mabb. - Dillenia cyclopensis Hoogland - Dillenia diantha Hoogland - Dillenia excelsa (Jack) Martelli ex Gilg. - Dillenia eximia Miq. - Dillenia fagifolia Hoogland - Dillenia ferruginea (Baill.) Gilg - Dillenia fischeri Merr. - Dillenia hookeri Pierre - Dillenia indica L. – ukęśla indyjska - Dillenia ingens B.L.Burtt - Dillenia insignis (A.C.Sm.) Hoogland - Dillenia insularum Hoogland - Dillenia luzoniensis (Vidal) Merr. - Dillenia mansonii (Gage) Hoogland - Dillenia marsupialis Hoogland | - Dillenia megalantha Merr. - Dillenia monantha Merr. - Dillenia montana Diels - Dillenia nalagi Hoogland - Dillenia obovata (Blume) Hoogland - Dillenia ochreata (Miq.) Teijsm. & Binn. ex Martelli - Dillenia ovalifolia Hoogland - Dillenia ovata Wall. ex Hook.f. & Thomson - Dillenia papuana Martelli - Dillenia parkinsonii Hoogland - Dillenia parviflora Griff. - Dillenia pentagyna Roxb. - Dillenia philippinensis Rolfe - Dillenia ptempoda (Miq.) Hoogland - Dillenia pulchella (Jack) Gilg - Dillenia quercifolia (C.T.White & W.D.Francis ex Lane-Poole) Hoogland - Dillenia reifferscheidia Fern.-Vill. - Dillenia reticulata King - Dillenia retusa Thunb. - Dillenia salomonensis (C.T.White) Hoogland - Dillenia scabrella (D.Don) Roxb. ex Wall. - Dillenia schlechteri Diels - Dillenia serrata Thunb. - Dillenia sibuyanensis (Elmer) Merr. - Dillenia suffruticosa (Griff.) Martelli - Dillenia sumatrana Miq. - Dillenia talaudensis Hoogland - Dillenia triquetra (Rottb.) Gilg - Dillenia turbinata Finet & Gagnep. |